# Mauléon, Deux-Sèvres

Mauléon este o comună în departamentul Deux-Sèvres, Franța. În 2009 avea o populație de 8,093 de locuitori.